# Картунь
Картунь — деревня в Осташковском городском округе Тверской области.

## География
Находится в западной части Тверской области на расстоянии приблизительно 20 км на северо-запад по прямой от города Осташков на северо-западном берегу озера Селигер.

## История
Деревня была показана ещё на карте 1825 года. В 1859 году здесь (деревня Осташковского уезда) был учтен 1 двор, в 1939 — 34. До 2017 года входила в Залучьенское сельское поселение Осташковского района до их упразднения. Ныне имеет дачный характер.

## Население
Численность населения: 4 человека (1859 год), 0 как 2002 году, так и в 2010.